# دواء بيطري

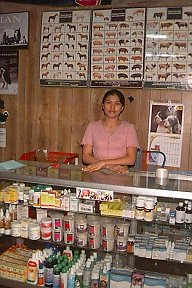
عيادة بيطرية تظهر فيها الأدوية مرتبة في الواجهة

الأدوية بيطرية هي تلك الأدوية التي يستخدمها البيطري لعلاج الحيوانات وهي لا تختلف جوهريا عن الأدوية البشرية فالأدوية التي تم تحديدها للاستخدام البشري قد تم اختبارها في البداية على الحيوانات خاصة الفئران والكلاب، هناك عموما تشابه بين الأعراض الملاحظة لذى الحيوانات والبشر. مع ذلك هناك اختلافات كثيرة راجعة لعدة أسباب رئيسية.
هناك اختلافات من حيث التحريك الدوائي والحركية الدوائية فالاستقراء الجيد والبسيط للبيانات المعروفة لدى البشر ليس من الممكن دائما عند الحيوان.

## الحركية الدوائية
الحركية الدوائية لمادة فعالة قد تختلف اختلافا كبيرا من نوع حيواني إلى آخر، على سبيل المثال: 
- - الباراسيتامول تتقبله أجسام الكلاب على الرغم من نذرة استخدامه معها[1] إلا أنه سام جداً بالنسبة للقطط حيث يتم استقلابه إلى مشتقات ميتهِيموغلوبينية (قرص 500مغ يمكن أن يكون كافي للقضاء على قط[2]).
  - الأسبرين له عمر النصف الحيوي يقدر ب 30 دقيقة لدى الأبقار وأكثر من 40 ساعة لدى القطط.

## التحريك الدوائي
يمكن ملاحظة تأثيرات مختلفة لنفس الدواء، وذلك بسبب الاختلافات بين الأنواع سواء في المستقبلات، في الأنسجة المستهدفة أو مسارات نقل الإشارة إلى هذه الأنسجة.
- - الموسعات القصبية ليس لها نفس الفعالية على القطط وخنازير غينيا التي لها قصبات غنية بألياف العضلات الملساء وعند الكلاب والأبقار ذات القصبات الفقيرة من حيث الألياف الملساء.
  - الستيروئيدات القشرية يؤدي إعطائها لمدة طويلة إلى آثار جانبية وخيمة لدى الكلاب معروفة باسم متلازمة كوشينغ علاجِية المنشأ في حين تستطيع القطط والخيول تحمل التعرض لمدة طويلة.
  - بعض نواهض مستقبلات ألفا2 الأدرينالية مثل الزيلازين (مرخ عضلي في الطب البيطري لا يستعمل لدى الإنسان) مقيئ قوي لدى القطط وبشكل غير منتظم لدى الكلاب.

## قواميس الأدوية البيطرية
قاموس الأدوية البيطرية: هناك دليل للتخصصات البيطرية بهذا العنوان مسوق من قبل دار الطباعة نقطة بيطرية (بالفرنسية: Editions du Point Vétérinaire)‏ قد تنقصه بعض التخصصات ولكنه يسرد معظم الأدوية (أكثر من 5000 دواء بيطري).
دليل اليد سوندرز للأدوية البيطرية وهو قاموس أدوية بيطرية باللغة الإنجليزية على شكل قرص مضغوط من تأليف بابيش مارك.

## الوصفة البيطرية
وصف الأدوية البيطرية يخضع لنفس ضوابط الوصفة في الطب البشري. الوصفة تصرف وفقاً للشروط نفسها ولكن على عكس الأطباء يستطيع الأطباء البيطريون وصف وصرف الدواء بأنفسهم وهو الشيء الذي يمثل نسبة كبيرة من رقم أعمال العيادة البيطرية. يستطيع الصيادلة صرف الأدوية البيطرية شريطة احترام القوانين التنظيمية وهذا يعني أن يتم صرفها فقط على وصفة طبية بيطرية عندما تكون ضمن لائحة المواد السامة.

### الأدوية البشرية والطب البيطري
يتوجب على البيطري قانوناً ألا يستعمل إلا الأدوية البيطرية ذات الوضع القانوني الذي يسمح باستعمالها مع النوع الحيواني والعرض المرضي المحدد. إذا لم يجد العقار المناسب يمكن للبيطري استعمال دواء آخر مرخص لنفس النوع الحيواني في حال أعراض مخالفة أو اللجوء إلى أدوية أنواع حيوانية أخرى، في الأخير يمكن للبيطري الاستعانة بالأدوية البشرية.

### المنبهات المركزية
العلاج الكيميائي لاضطرابات السلوك يزدهر حاليا في الطب البيطري. مستوى المعرفة وحجم الدراسات المراقبة المتاحة لا تزال أقل بكثير جدا مما هو متاح لدى الطب البشري. الأنواع المعنية هي خاصة الكلاب والقطط. السيليغيلين الكلوميبرامين لهما وضع قانوني مع دواعي استعمال من هذا النوع.

### مكافحة المنشطات
القواعد المتبعة هي نفسها تلك المتبعة لدى الرياضيين، والمراقبة منهجية ودورية في معظم مسابقات المستوى العالي (سباقات الخيول مثلاً)، ترسل العينات إلى مخابر التحليل حيث تخضع لمراقبة صارمة.

## وصلات خارجية
- فارماكوراما الدواء البيطري للكاتب مارك غونيي